# Hailee Steinfeld
Hailee Steinfeld (* 11. prosinec 1996 Los Angeles, Kalifornie, Spojené státy americké) je americká herečka, zpěvačka a modelka. Nejvíce se proslavila rolí Mattie Ross ve filmu Opravdová kuráž z roku 2010, která ji vynesla nominace na Oscara v kategorii Nejlepší herečka ve vedlejší roli, na SAG Award a BAFTA Award. Také si zahrála Petru Arkanian ve sci-fi filmu Enderova hra. V roce 2013 si zahrála Julii ve filmové adaptaci Shakespearovy divadelní hry Romeo a Julie. V roce 2014 si zahrála ve filmech 3 dny na zabití a Love Song. V roce 2014 dokončila natáčení sequelu filmu Ladíme! s názvem Ladíme 2.

## Životopis
Narodila se ve čtvrti Tarzana v Los Angeles v Kalifornii, je dcerou Cheri (rozené Domasin), interiérové designérky a Petera Steinfelda, profesionálního fitness trenéra. Má staršího bratra Griffina (narozený 9. ledna 1994), který je profesionální NASCAR řidič. Její strýc Jake Steinfeld se také živí jako fitness trenér a její prastrýc je bývalá dětská filmová hvězda Larry Domasin.
Její otec je žid a její matka má anglické, filipínské a německé předky. Vyrůstala v Agoura Hills a později v Thousand Oaks v Kalifornii. Navštěvovala Ascension Lutheran School, Conejo Elementary a Colina Middle School. Od roku 2008 zahájila domácí výuku.

## Kariéra
S herectvím začala v osmi letech, kdy se objevila v několika krátkých filmech. Roli Talii si zahrála v krátkém filmu She's a Fox. Poté se objevila v několika televizních reklamách a jako host se objevila v televizních seriálech. Průlom v kariéře nastal s rolí Mattie Ross ve filmu Opravdová kuráž, když ji bylo 13 let. Za roli získala nominaci na Oscara.
V květnu 2011 se stala tváří italské značky Miu Miu.
V roce 2013 si zahrála ve filmové adaptaci Shakespearovo Romeo and Juliet. Roli Violet si zahrála v romantickém filmu Love Song. Jako Petra Arkanian si zahrála ve sci-fi filmu Enderova hra. Film měl premiéru 1. listopadu 2013. V roce 2014 získala roli Min Green ve filmové adaptaci Why We Broke Up, stejnojmenné knihy Daniela Handlera. 23. listopadu 2015 měl premiéru na Filmovém festivalu Sundance film Ten Thousand Saints, ve kterém hraje po boku Asa Butterfielda. Původně byla obsazena do hlavní role filmu For the Dogs, ale nahradila ji herečka Emma Roberts. V roce 2014 se připojila k obsazení filmu Ladíme 2, po boku Anny Kendrick, Rebel Wilson a Elizabeth Banks, která film režíruje. Hlavní roli Nadine získala ve filmu Hořkých sedmnáct, teenagerovském filmu, ve kterém si také zahrají Blake Jenner, Woody Harrelson a Kyra Sedwick.

## Filmografie

### Film
| Rok  | Název                                            | Role                     | Poznámky        |
| ---- | ------------------------------------------------ | ------------------------ | --------------- |
| 2008 | Heather: A Fairytale                             | Heather                  | Krátký film     |
| 2009 | She's a Fox                                      | Talia Alden              | Short film      |
| 2010 | Without Wings                                    | Allison                  | Krátký film     |
| 2010 | Grand Cru                                        | Sophie                   | Krátký film     |
| 2010 | Opravdová kuráž                                  | Mattie Ross              |                 |
| 2013 | The Magic Bracelet                               | Angela                   | Krátký film     |
| 2013 | Romeo and Juliet                                 | Julie Kapuletová         |                 |
| 2013 | Enderova hra                                     | Petra Arkanian           |                 |
| 2013 | Annie's Room                                     | Vypravěč                 | dokument        |
| 2013 | Letters to Jackie: Remembering President Kennedy | Vypravěč                 | dokument        |
| 2014 | 3 dny na zabití                                  | Zoey Renner              |                 |
| 2014 | Hateship, Loveship                               | Sabitha                  |                 |
| 2014 | Love Song                                        | Violet Mulligan          |                 |
| 2014 | Síla života                                      | Tabitha Hutchinson       |                 |
| 2014 | The Keeping Room                                 | Louise                   |                 |
| 2015 | 3 dny na zabití                                  | Megan Walsh              |                 |
| 2015 | Ten Thousand Saints                              | Eliza                    |                 |
| 2015 | Ladíme 2                                         | Emily                    |                 |
| 2015 | Unity                                            | Vypravěč                 | dokument        |
| 2015 | When Marnie Was There                            | Anna Sasaki (hlas)       | anglický dabing |
| 2016 | Term Life                                        | Carrie Barrow            |                 |
| 2016 | Hořkých sedmnáct                                 | Nadine Byrd              |                 |
| 2017 | Ladíme 3                                         | Emily Junk               |                 |
| 2018 | Bumblebee                                        | Charlie Watson           |                 |
| 2018 | Spider-Man: Paralelní světy                      | Gwen Stacy / Spider-Gwen |                 |
| 2019 | Charlieho andílci                                | rekrut Andílků           | cameo           |
| 2023 | Spider-Man: Napříč paralelními světy             | Gwen Stacy / Spider-Gwen |                 |
| 2023 | Marvels                                          | Kate Bishop / Hawkeye    |                 |

### Televize
| Rok  | Název                                            | Role               | Poznámky              |
| ---- | ------------------------------------------------ | ------------------ | --------------------- |
| 2007 | Zpátky do studia                                 | Malá holka         | díl: „Gracie's Bully“ |
| 2010 | Summer Camp                                      | Shayna Matson      | TV film               |
| 2010 | Táta k pronajmutí                                | Bethany            | díl: „Chicken Pox“    |
| 2013 | Letters to Jackie: Remembering President Kennedy | Samu sebe/Vypravěč | Dokument              |
| 2019 | Dickinson                                        | Emily Dickinson    | hlavní role           |
| 2021 | Hawkeye                                          | Kate Bishop        | hlavní role           |

### Hudební video
| Rok  | Umělec       | Písnička    |
| ---- | ------------ | ----------- |
| 2012 | The Cab      | „Endlessly“ |
| 2015 | Taylor Swift | „Bad Blood“ |
| 2015 | Pentatonix   | „Sing“      |

## Diskografie
- Haiz (2015)

### Singly
- „Love Myself“
- „Rock Bottom“ feat. DNCE
- „Starving“ s Grey feat. Zedd
- „Most Girls“
- „Let Me Go“ feat. Alesso & Florida George Line
- „Flashlight“
- „Back to Life“
- „You're Such A“
- „Afterlife“
- „Wrong Direction“
- „Capital Letters“ feat. BloodPop
- „Hell Nos And Headphoes“
- „Coast" feat. Anderson Paak
- „SunKissing"

#### Covers
- „Let It Go“ (z Ledového království)

#### Spolupráce
- „Show You Love“ feat. Kato & Sigala
- „Colour“ feat. MNEK
- „Woke Up Late“ feat. Drax Project
- „Dance With Me“ feat. Nile Rodgers, CHIC
- „Fragile“ feat. Prince Fox
- „Ordinary Gir“ feat. Logic
- „Plot Twist“ feat. Marc E. Bassy